# آيت التايك (آيت وادوز لوطا)
آيت التايك هو دُوَّار يقع بجماعة أغمات، إقليم الحوز، جهة مراكش آسفي في المملكة المغربية. ينتمي الدوّار لمشيخة آيت وادوز لوطا التي تضم 27 دوار. يقدر عدد سكانه بـ 759 نسمة حسب الإحصاء الرسمي للسكان والسكنى لسنة 2004.

## وصلات خارجية
- البوابة الوطنية للجماعات الترابية
- المندوبية السامية للتخطيط